# Rudy LaRusso
Rudolph Anton „Rudy“ LaRusso (* 11. November 1937 in New York City, New York; † 10. Juli 2004 in Los Angeles, Kalifornien) war ein US-amerikanischer Basketballspieler der Minneapolis Lakers, Los Angeles Lakers und San Francisco Warriors in der National Basketball Association. Der 2,00 Meter große LaRusso spielte die Rolle des Flügelspielers („Forward“).

## Karriere
Nachdem LaRusso in der Ivy League der NCAA Division I in Dartmouth für Furore gesorgt hatte, wurde er von den Minneapolis Lakers 1959 an 12. Stelle gedraftet. Nachdem die Lakers 1960 nach Los Angeles umgezogen waren, spielte LaRusso die Hauptzeit seiner Karriere in L.A. und etablierte sich als drittbester Spieler hinter den Lakers-Superstars Elgin Baylor und Jerry West. Er spielte in 5 All-Star-Spielen und erzielte im Durchschnitt 14 Punkte und 10 Rebounds. Mit ihm erreichte L.A. mehrmals die NBA Finals, verlor aber stets gegen die Boston Celtics. 1967 wurde er zu den San Francisco Warriors getradet und erzielte im Herbst seiner Karriere als Kopf seines neuen Teams 20 Punkte pro Spiel. Nach der Saison 1968/69 trat er im Alter von 32 Jahren ab.

## Persönliches
LaRusso war mit Roslyn verheiratet und hatte einen Sohn, Corey. Als Sohn einer jüdischen Mutter war LaRusso gemeinsam mit Dolph Schayes, Max Zaslofsky und Red Holzman einer von vier jüdischen NBA-Spielern, die neben dem Referee Earl Strom und den Coaches und Funktionären Eddie Gottlieb, Red Auerbach, Larry Brown, Bill Davidson, Maurice Podoloff und David Stern in die International Jewish Sports Hall of Fame aufgenommen wurden. Nach seiner NBA-Karriere arbeitete er erfolgreich als Spieleragent und Investmentbanker. LaRusso starb mit 66 Jahren an der Parkinson-Krankheit.